# Правич-2
Правич-2 — ботанічна пам'ятка природи місцевого значення в Україні. Об'єкт розташований на території Долинського району Івано-Франківської області, Правицьке лісництво, квартал 18, виділи 16, 19.
Площа 5,6 га, статус отриманий у 1996 році.